# Al Bunge
Allan J. "Al" Bunge (Delanco, Nueva Jersey; 24 de noviembre de 1937) es un exjugador de baloncesto estadounidense que jugó dos temporadas en la NIBL. Con 2,03 metros de estatura, jugaba en la posición de alero.

## Trayectoria deportiva

### Universidad
Jugó durante cuatro temporadas con los Terrapins de la Universidad de Maryland, en las que promedió 12,5 puntos y 10,6 rebotes por partido. Consiguió ganar junto a su equipo el título de la Atlantic Coast Conference en 1958, y en 1960 fue incluido en el mejor quinteto de la conferencia tras liderar a los Terrapins en puntos (16,6) y rebotes (12,6).

### Profesional
Fue elegido en la séptima posición del 1960 por Boston Celtics, aunque nunca llegó a jugar en la liga. En cambio, jugó dos temporadas con los Phillips 66ers de la National Industrial Basketball League, una liga amateur. En la actualidad reside en Bartlesville, Oklahoma.